# Maurice de Guérin
Maurice de Guérin (Andillac, 4 de agosto de 1810 – 19 de julho de 1839) foi um poeta e escritor francês.

## Biografia
Guérin passou sua infância no Castelo de Cayla, estudou em Toulouse e, posteriormente, em Paris. Foi professor e colaborador de um jornal.
Casou-se em 1838 e, em 1839, faleceu de tuberculose.
Em 1840, seu primeiro poema, “O Centauro”, foi publicado por George Sand, e em 1861 foi publicado o poema “A Bacante”, que ficou inacabado. Também póstumas foram as publicações de seu diário íntimo, “O Caderno Verde”, de “Poesias” e de “Meditações sobre a Morte de Maria”, no caso Marie de La Morvonnais.

## Características literárias
Guérin é um precursor dos “poemas em prosa”, que possuem ritmo e ressonância próprias, perfazendo uma volta à harmonia grega, um retorno pagão no modo de olhar a natureza.

## Obras principais
- Le centaure (O Centauro) (1840)
- La bacchante (A Bacante) (1861)
- Le cahier vert (O Caderno Verde)
- Poésies (Poesias)
- Mêditation sur la mort de Marie (Meditações sobre a Morte de Maria)